# Edilson Távora
José Edilson Melo Távora (Iguatu, 18 de março de 1921 – Rio de Janeiro, 12 de novembro de 1989) foi um engenheiro civil e político brasileiro que exerceu quatro mandatos de deputado federal pelo Ceará.

## Dados biográficos
Filho de José da Silva Melo e Maria Carmosa Távora Melo. Em 1945 formou-se engenheiro civil pela Universidade Federal do Rio de Janeiro e dez anos mais tarde representou o Ceará na Companhia Hidro Elétrica do São Francisco além de ocupar a Secretaria de Agricultura e a de Viação e Obras Públicas e foi engenheiro-chefe de setores técnicos do Departamento de Estradas de Rodagem (DER) e membro do quadro permanente do antigo Departamento Nacional de Estradas de Rodagem (DNER).
Filiado à UDN foi eleito deputado federal em 1958 e 1962 migrando para a ARENA após o Regime Militar de 1964 conquistando novos mandatos em 1966 e 1970, todavia não disputou mais eleições após ser derrotado por Mauro Benevides (MDB) ao disputar uma vaga de senador em 1974. Nomeado presidente da Petrobras Mineração S/A (Petromisa) por João Figueiredo, assumiu a Companhia Nacional de Álcalis e ainda a diretoria de engenharia da Petrobras, estas durante o governo José Sarney, no qual seu filho, Ney Távora, presidiu o Banco Nacional de Desenvolvimento Econômico e Social (BNDES).